# Mia Khalifa
Mia Khalifa (Tiếng Ả rập: ميا خليفة, sinh ngày 10 tháng 2 năm 1993) hay còn được biết với tên Mia Callista, là một người mẫu, diễn viên phim khiêu dâm người Mỹ gốc Liban.

## Đầu đời
Khalifa sinh ra tại Beirut, Liban. Cô cùng với gia đình chuyển tới đinh cư tại Mỹ vào năm 2000.

## Sự nghiệp
Khalifa bước chân vào ngành công nghiệp phim người lớn vào tháng 11 năm 2014..
Ngày 28 tháng 12 năm 2014, trang web Pornhub cho biết cô đã đạt vị trí số 1 trên bảng xếp hạng của trang web, thay thế vị trí của Lisa Ann. Sự nổi tiếng nhanh chóng của cô đã nhận rất nhiều chỉ trích từ người dân Trung Đông, họ cho rằng nghề nghiệp của cô là nỗi xấu hổ, ô nhục cho chính cô và đất nước Liban.
Với hơn 30 triệu lượt xem, Khalifa trở thành một trong những diễn viên phim khiêu dâm được tìm kiếm nhiều nhất trên website Pornhub. Theo số liệu từ Pornhub, từ ngày 3 đến ngày 6 tháng 1 năm 2015, số lượt tìm kiếm từ khóa "Mia Khalifa" tăng gấp 5 lần. Khoảng một phần tư số lượt tìm kiếm đến từ Liban, Syria và Jordan.

## Đời tư
Khalifa hiện đang sinh sống tại Miami, Florida.

Khalifa là một fan của đội bóng Florida State Seminoles.